# Roland Mazoin
Pour les articles homonymes, voir Mazoin.
Roland Mazoin, né le 25 juin 1929 à Chaillac-sur-Vienne (Haute-Vienne) et mort  le 23 janvier 2007 à Annesse-et-Beaulieu (Dordogne), est un homme politique français membre du PCF, puis de l'ADS.

## Biographie
Gérant d'une coopérative ouvrière de production, maire et conseiller général communiste de Saint-Junien, suppléant de Marcel Rigout, il est appelé à siéger à l'Assemblée nationale dès juillet 1981 en raison des fonctions ministérielles de celui-ci. Comme Marcel Rigout et une large part des communistes de la Haute-Vienne, engagé dans le mouvement des « réconstructeurs communistes » à partir de 1987, il adhère à Alternative pour la démocratie et le socialisme (ADS), puis en 1994 à la Convention pour une alternative progressiste (CAP).

## Fonctions
- 1953 - 1954 : Conseiller municipal de Saint-Junien
- 1954 - 1965 : Adjoint au maire de Saint-Junien Martial Pascaud
- 1965 - 2001 : Maire de Saint-Junien
- 1967 - 1973 : Conseiller général du canton de Saint-Junien
- 1973 - 2004 : Conseiller général du canton de Saint-Junien-Est
- 1981 - 1986 : Député de la 2e circonscription de la Haute-Vienne

## Hommage
L'hôpital de Saint-Junien porte son nom.